# Lübecker Senat 1869 und 1870

Flagge Lübecks 1890–1935

Der Senat der Freien und Hansestadt Lübeck als Kabinett in den Jahren 1869 und 1870. 

## Bürgermeister

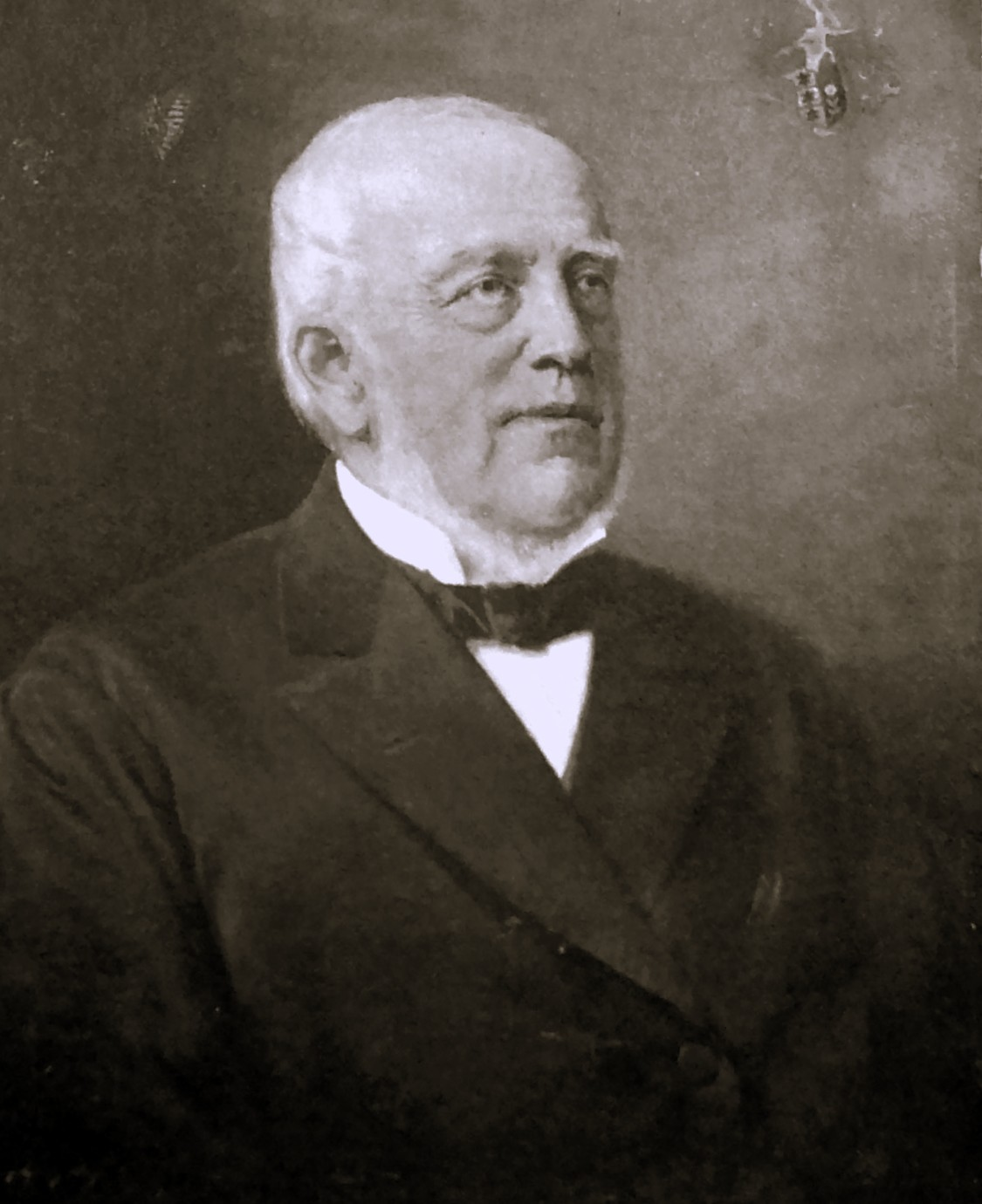
Theodor Curtius

- Theodor Curtius, Senator seit 1846

## Senatoren
- Karl Ludwig Roeck, seit 1833. Gestorben am 29. Januar 1869.
- Heinrich Brehmer, seit 1836. Ausgetreten 1870.
- Georg Christian Tegtmeyer, seit 1839
- Johann Daniel Eschenburg, seit 1846
- Heinrich Wilhelm Haltermann, seit 1848
- August Ferdinand Siemßen, seit 1858
- Heinrich Theodor Behn, seit 1858
- Johann Carl Böse, seit 1859. Gestorben 9. Januar 1870.
- Gabriel Christian Carl Hermann Schroeder, seit 1865
- Georg Friedrich Harms, seit 1866
- Heinrich Gustav Plitt, seit 1866
- Philipp Wilhelm Plessing, seit 1867
- Arthur Gustav Kulenkamp, seit 1869
- Wilhelm Brehmer, seit 1870
- Christian Theodor Overbeck, seit 1870

## Syndicus
- Peter Ludwig Elder, seit 1844